# Coup de foudre
Coup de foudre é um filme de drama biográfico francês lançado em 1983. Foi dirigido por Diane Kurys, que divide os créditos do roteiro com Olivier Cohen. Ambientado na Segunda Guerra Mundial, na França de 1942, as estrelas do filme são Isabelle Huppert, Miou-Miou, Guy Marchand, Jean-Pierre Bacri e Christine Pascal.

## Elenco
- Isabelle Huppert : Lena Weber
- Miou-Miou : Madeleine
- Guy Marchand : Michel Korski
- Jean-Pierre Bacri : Costa Segara
- Robin Renucci : Raymond
- Patrick Bauchau : Carlier
- Jacques Alric : M. Vernier
- Christine Pascal : Sarah
- François Cluzet : Un militaire
- Dominique Lavanant : L'aboyeuse
- Jacqueline Doyen : Mme Vernier
- Jean-Claude de Goros : le patron du cabaret